# Colombier du château de la Houssaye
Le colombier du Château de la Houssaye est un bâtiment à Quessoy, une commune du département des Côtes-d'Armor dans la région Bretagne en France. Le colombier est classé au titre des monuments historiques le 13 octobre 1982.
Le colombier du XVIIIe siècle est en parfait état de conservation. L'intérieur comprend des centaines de boulin incurvés où nichent les couples de pigeons.   

## Références

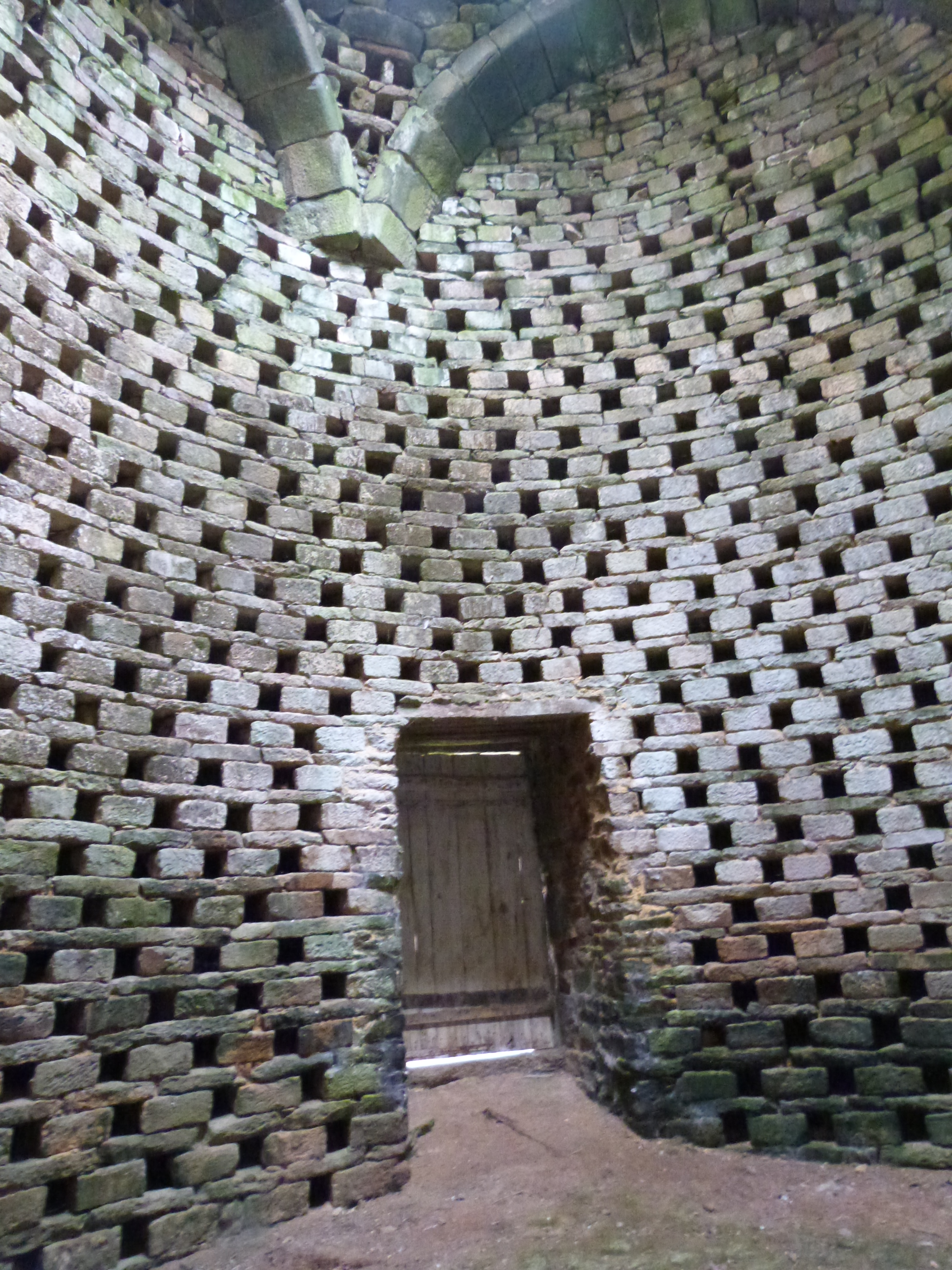
L'intérieur du colombier avec les nids.